# Cryptoneossa leptospermi
Cryptoneossa leptospermi är en insektsart som beskrevs av Taylor 1990. Cryptoneossa leptospermi ingår i släktet Cryptoneossa och familjen rundbladloppor. Inga underarter finns listade i Catalogue of Life.